# Tussenhausen
Tussenhausen är en köping (Markt) i Landkreis Unterallgäu i Regierungsbezirk Schwaben i förbundslandet Bayern i Tyskland.